# 多马索
多马索（義大利語：Domaso），是意大利科莫省的一个市镇。总面积6平方公里，人口1487人，人口密度247.8人/平方公里（2009年）。ISTAT代码为013089。